# 光学显微镜

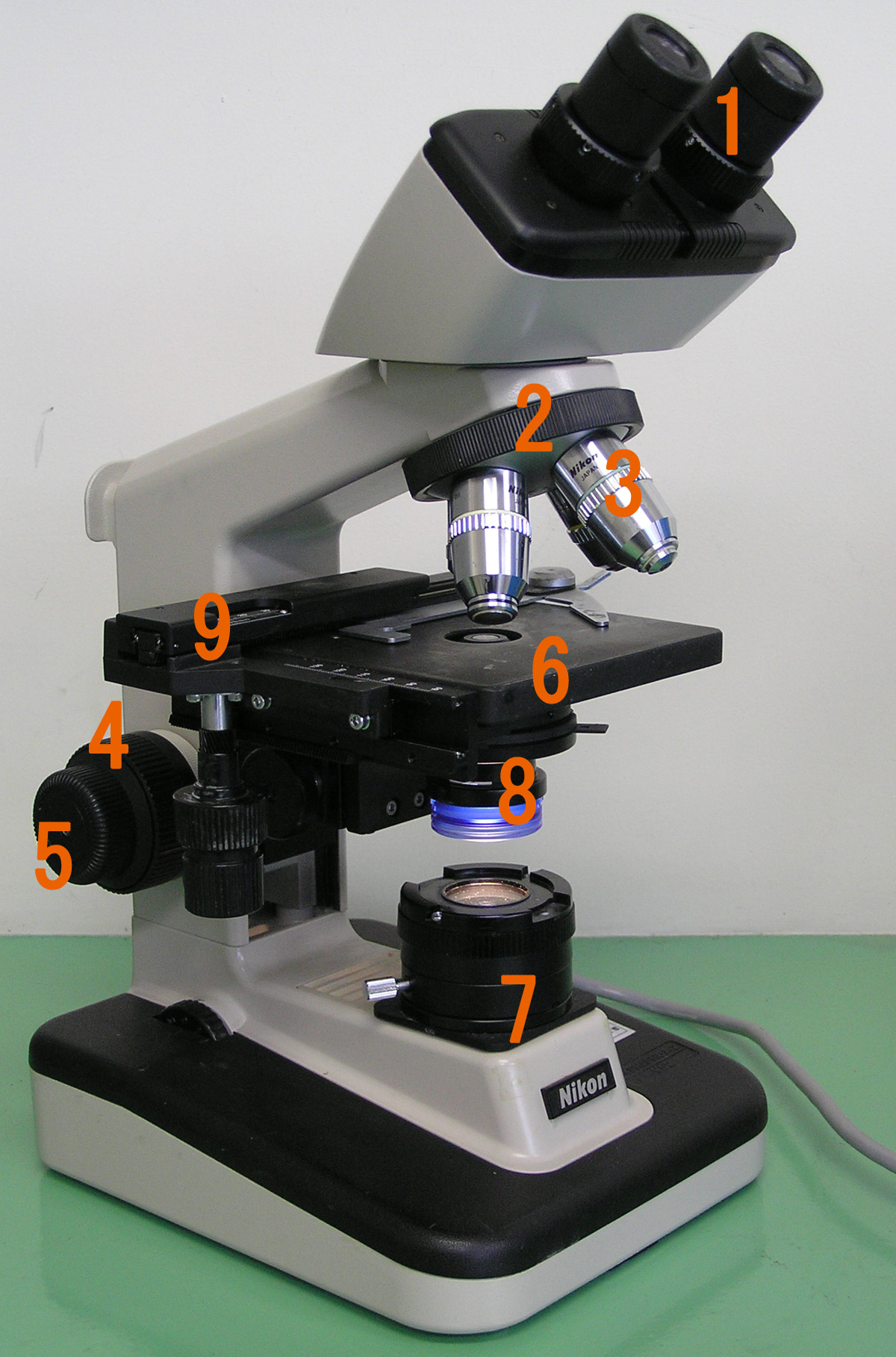
光學顯微鏡的基本結構(二十世紀90年代):
1. 目鏡（又稱為接目鏡或眼透鏡）
2. 物鏡轉換器
3. 物鏡
4. 粗調旋鈕
5. 微調旋鈕
6. 載物台
7. 光源
8. 光闌和聚光器
9. 推進器（又稱為推片器）

光學顯微鏡（英語：Optical microscope）是一種利用光學透鏡產生影像放大效應的顯微鏡。
由物體入射的光被至少兩個光學系統（物鏡和目鏡）放大。首先物鏡產生一個被放大實像，人眼通過作用相當於放大鏡的目鏡觀察這個已經被放大了的實像。一般的光學顯微鏡有多個可以替換的物鏡，這樣觀察者可以按需要更換放大倍數，也就是增加放大倍率，放大倍率是由目鏡倍率乘上物鏡倍率所得來的。這些物鏡一般被安置在一個可以轉動的物鏡盤上，轉動物鏡盤就可以使不同的物鏡方便地進入光路，物鏡盤的英文是Nosepiece，直译为鼻輪。
十八世紀，光學顯微鏡的放大倍率已經提高到了1000倍，使人們能用眼睛看清微生物體的形態、大小和一些內部結構。直到物理學家發現了放大倍率與解析度之間的規律，人們才知道光學顯微鏡的解析度是有極限的，解析度的這一極限限制了放大倍率的無限提高，1600倍成了光學顯微鏡放大倍率的最高極限，使得形態學的應用在許多領域受到了很大限制。光學顯微鏡的解析度受到光波長的限制，一般不超過0.3微米。假如顯微鏡使用紫外線作為光源或物體被放在油中的話，解析度還可以得到提高。
光學顯微鏡依樣品的不同可分為反射式和透射式。反射顯微鏡的物體一般是不透明的，光從上面照在物體上，被物體反射的光進入顯微鏡。這種顯微鏡經常被用來觀察固體等，多應用在工學、材料領域，在正立顯微鏡中，此類顯微鏡又稱作金相顯微鏡。透射顯微鏡的物體是透明的或非常薄，光從可透過它進入顯微鏡。這種顯微鏡常被用來觀察生物組織。
光學顯微鏡依其聚光鏡（condenser）和物鏡（Objective）的設計，可用來觀察不同的樣品。明視野（Brightfield）用來觀察薄的染色生物組織樣品，暗視野（Darkfield）功能的視野下，背景為黑色，能突顯樣品的細微面貌，觀察未染色樣品時，如活細胞，可利用相位差（Phase）功能。另外還有微分干涉差（differential interference contrast，DIC）功能，都常搭配在光學顯微鏡上。
依光源的不同，還有螢光顯微鏡、共聚焦顯微鏡等類別。
2014年10月8日，諾貝爾化學獎頒給了艾力克·貝琪格（Eric Betzig），W·E·莫爾納爾（William Moerner）和斯特凡·W·赫爾（Stefan Hell），獎勵其發展超分辨螢光顯微鏡（Super-Resolved Fluorescence Microscopy），這將帶來光學顯微鏡進入納米級尺度中。

## 分類

### 常規顯微鏡

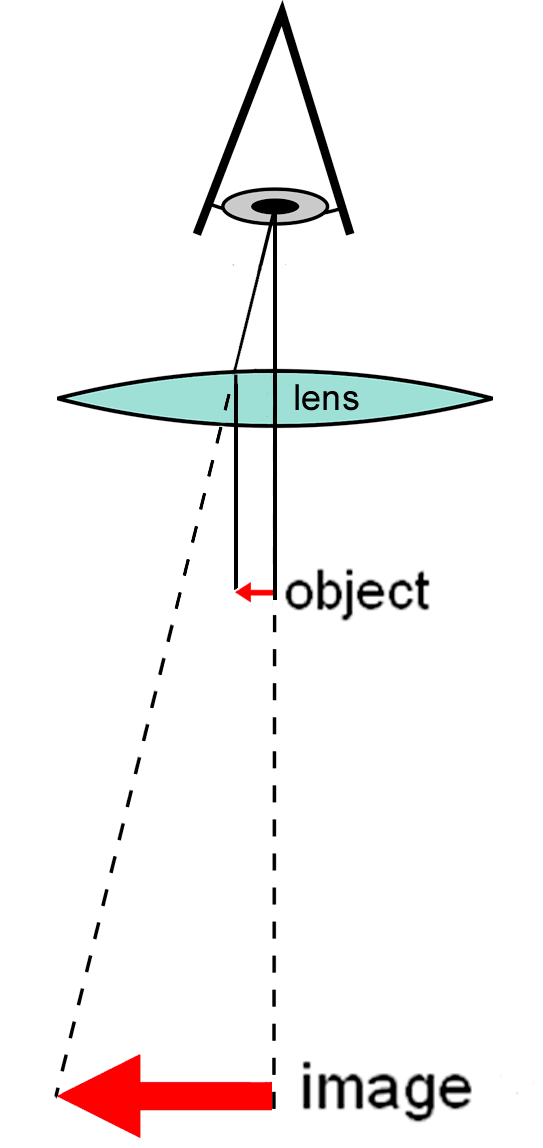
常規顯微鏡示意圖。

常規顯微鏡（Regular microscope）像與物同方向的顯微鏡。

### 複式顯微鏡

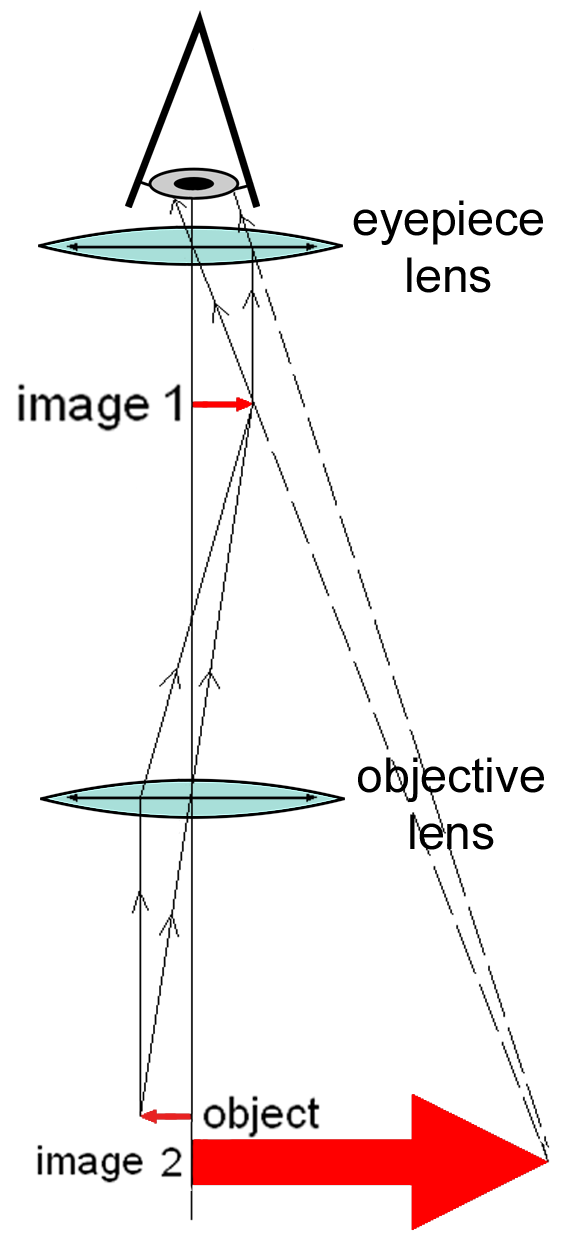
複式顯微鏡示意圖。

複式顯微鏡（Compound microscope）像與物反方向的顯微鏡。

### 正立顯微鏡

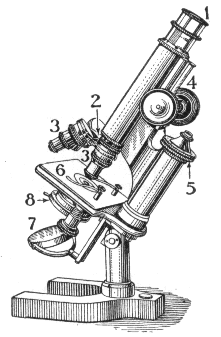
正立顯微鏡上的基本部件
1.接目鏡 (ocular lens or eye-piece)
2.接物鏡轉輪(objective turret)或鼻輪(nosepiece)
3.接物鏡(objective lens)
4.粗調節輪 / 器(coarse adjustment knob)
5.細 / 微調節輪 / 器(fine adjustment knob)
6.標本夾與載物台(clip and stage)
7.反射鏡(mirror)
8.光圈與聚光鏡(condenser and diaphragm)

正立顯微鏡的光源在機身下方，光由下方光源經過聚光鏡到達樣品，再穿過位於樣品上方的物鏡，然後藉由反射鏡和透鏡到達觀察者的眼睛或其他成像儀器。因物鏡和聚光鏡中間的空間較小，適用於觀察的物品通常較薄，可夾於玻片中。此顯微鏡的優點是結構簡單，因此一般光學顯微鏡多屬此類。

### 倒立顯微鏡

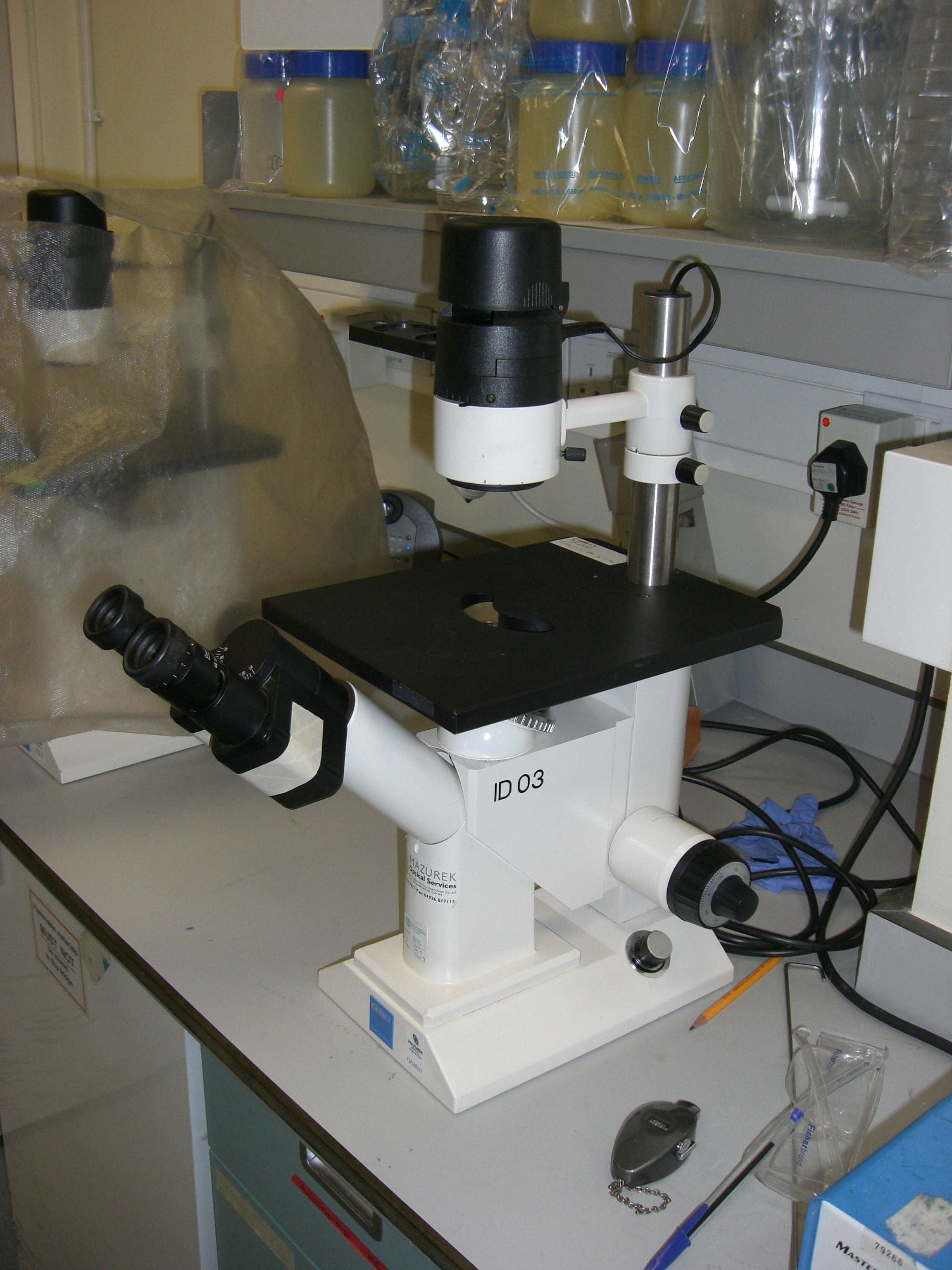
倒立顯微鏡

倒立顯微鏡（Inverted microscope）明視野用之照明光源和聚光鏡是來自機身上方，光線穿過聚光鏡到達樣品，再穿過位於樣品下方的物鏡，然後藉由反射鏡和透鏡到達觀察者的眼睛或成像儀器。對螢光顯微鏡而言,螢光激發光源和物鏡同位於底部。由於激發光源可以是高功率大型雷射光源或弧光燈,倒立式的設計更能穩定顯微鏡鏡的結構。倒立顯微鏡常用於觀察培養中的細胞或組織，特別是應用在螢光的生物樣品上。

### 解剖顯微鏡

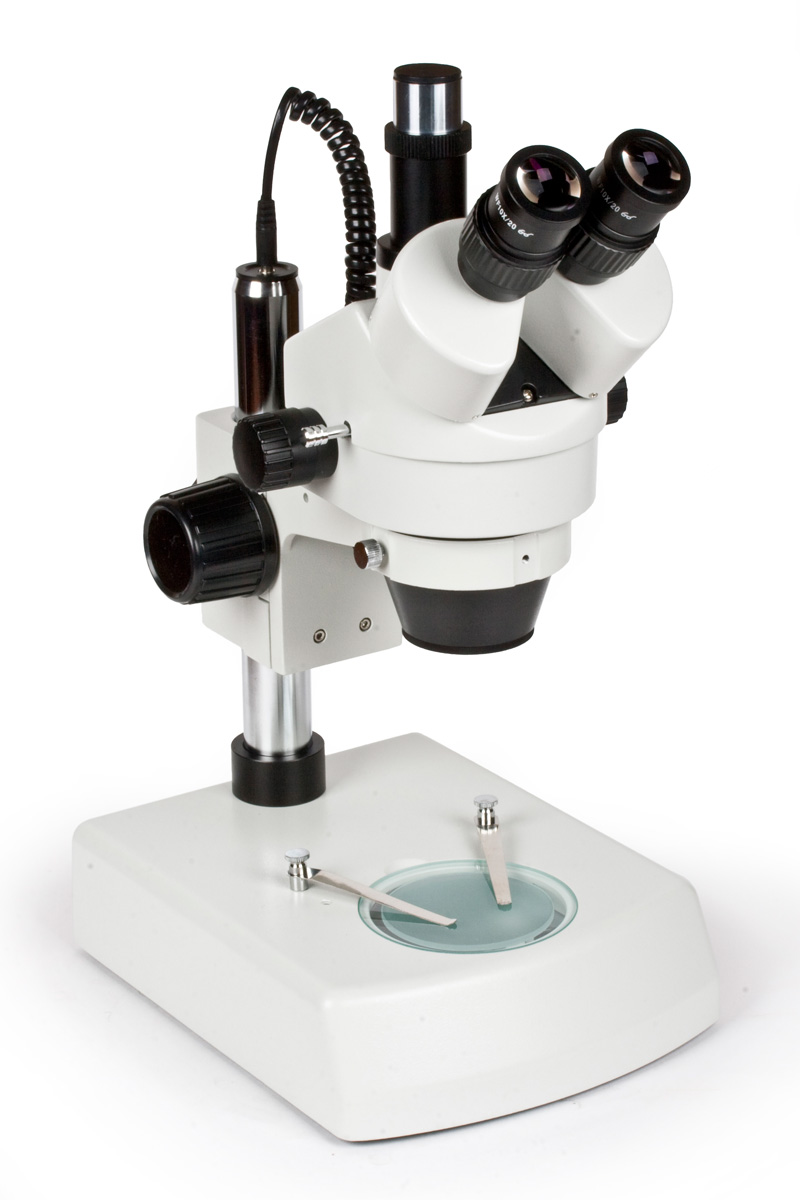
解剖顯微鏡

解剖顯微鏡（Dissecting microscope），又被稱為實體顯微鏡或立體顯微鏡（Stereo、Stereoscopic），是為了不同的工作需求所設計的顯微鏡。利用解剖顯微鏡觀察時，進入兩眼的光各來自一個獨立的路徑，這兩個光路徑夾了一個小小的角度，因此在觀察時，樣品可以呈現立體的樣貌。解剖顯微鏡的光路設計有兩種：The Greenough Concept和The Telescope Concept。

解剖顯微鏡常常用在一些固體樣本的表面觀察，或是解剖、鐘錶製作和小電路板檢查等工作上。

## 顯微鏡成像原理

顯微鏡的光學路徑

現在的光學顯微鏡的構造非常的複雜精密，為了精準成像，顯微鏡的光學路徑必須嚴謹的設計與控制。儘管如此，光學顯微鏡的運作原理是非常簡單的。
最簡單的物鏡是由高解析度的玻璃鏡製成，有非常短的焦距，大概是160 mm左右，而產生了放大倒立成像，因此像是非常靠近試片來觀察，經由對焦，其產生的是實像，不用經由目鏡即可用肉眼看到，或者成像於紙張上。在多數的顯微鏡，目鏡是雙鏡組成的，一個在眼睛，產生虛像，使肉眼看到放大成像；一個則靠近物鏡，產生實像。

## 圖片

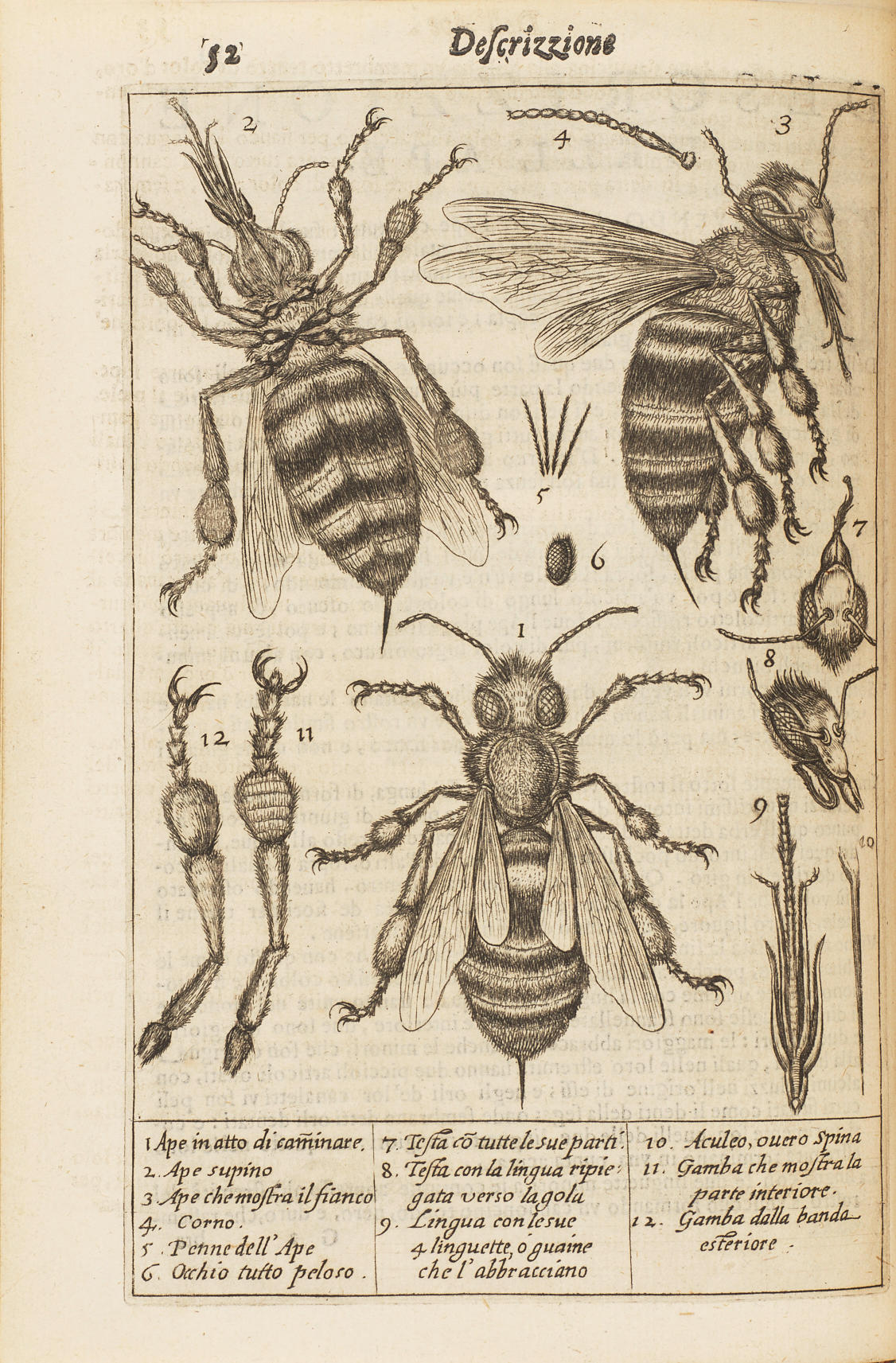
已知最古老的公開顯微照片:蜜蜂，由Francesco Stelluti於1630年發表
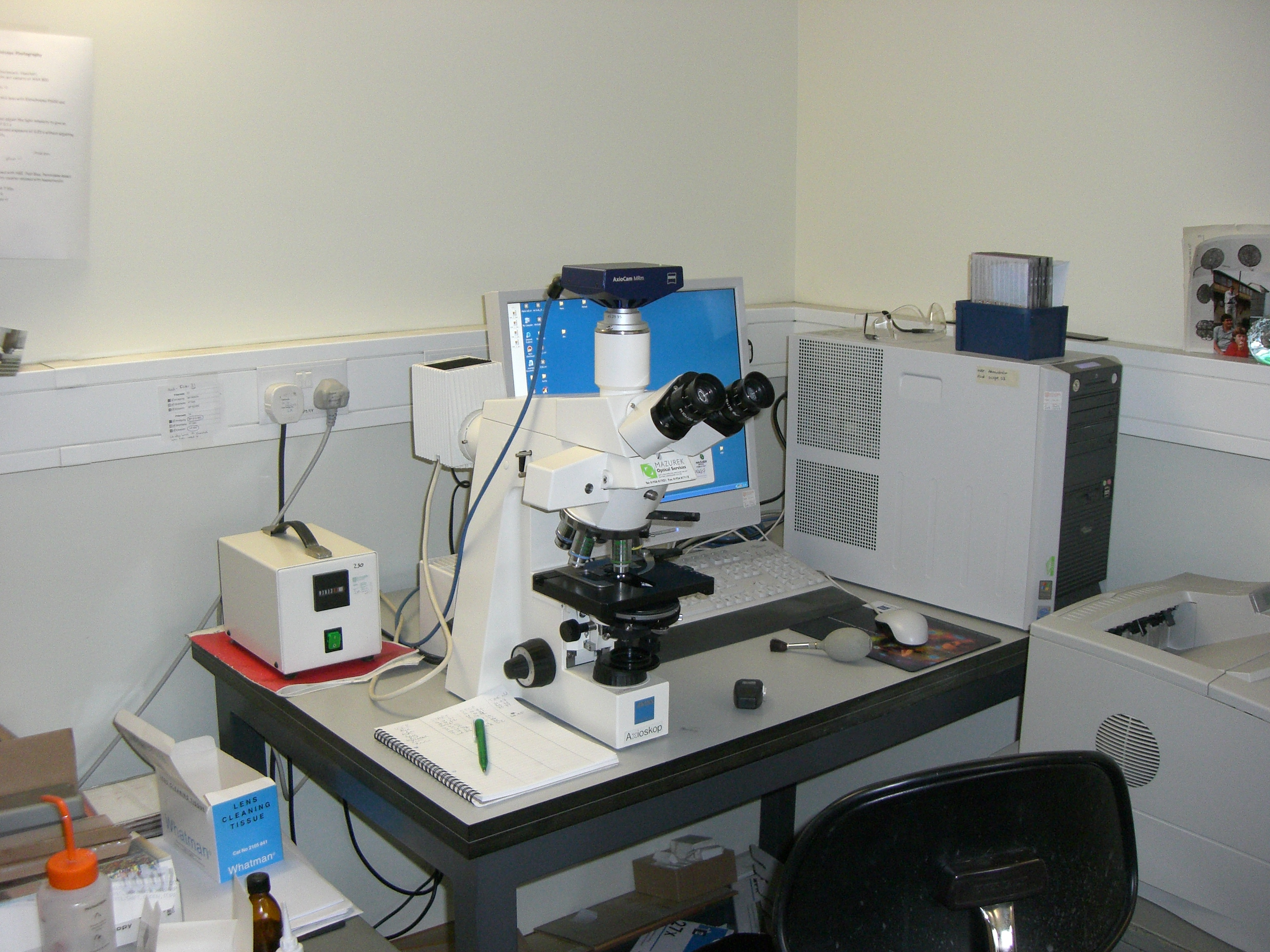
一個現代顯微鏡，帶有水銀燈的螢光顯微鏡。該顯微鏡具有數碼相機，並連接到一台電腦。

## 參看
- 數碼顯微鏡
- 科勒照明(Köhler illumination)
- 消色差透鏡